# 좡족
좡족(장족, 중국어 간체자: 壮族, 정체자: 壯族, 병음: Zhuàngzú, 좡어: Bouxcuengh, 중국조선어: 쫭족)은 중화인민공화국 최대의 소수 민족으로 광시 좡족 자치구에 주로 살고 있다. 인구는 1800만 명으로 한족 다음으로 많다.
좡족의 원래 이름은 獞族(퉁족, 동족)이었다. 그런데 글자 "獞"은 "야생 개과"를 뜻하는 글자이기도 해서 인종적인 오명으로 간주되었다. 이 때문에 1948년에 부수를 큰 개를 뜻하는 "犭"에서 사람을 뜻하는 "亻"으로 바꾸어 僮族(동족)이 되었다. 나중에 "僮"을 "壯"(장)으로 바꾸었는데, 바뀐 글자("壯")의 중국어 뜻은 "억센" 또는 "강한"이다.
좡족의 언어인 좡어는 따이까다이어족에 속하고, 남북 2대 방언으로 나눌 수 있다. 과거에는 한자를 기반으로 한 표의문자인 방괴장자를 사용했으나 1955년 라틴어 모음을 기초로 하여 좡족어 문자를 만들었다.

## 같이 보기
- 중국의 민족
- 좡어
- 방괴장자
- 마교
- 백월